# الکس زاهارا
الکس زاهارا (انگلیسی: Alex Zahara) بازیگر و صداپیشه کانادایی است.

## قسمتی از فیلم‌شناسی
- فرشته تاریکی
- جوخه سرد
- غیب‌گو
- ساکن برج بلند
- سیزدهمین سلحشور
- چراگاه آزاد
- یک داستان سیندرلایی دیگر
- ۲۰۱۲
- شاخ‌ها
- آشفتگی ۳

### صداپیشه
- خیزش مرگ ۲
- پونی کوچولوی من: دوستی معجزه است
- نانا
- دختری که در زمان پرش می‌کرد
- پسر آینده کانن